# Monochamus semicirculus
Monochamus semicirculus là một loài bọ cánh cứng trong họ Cerambycidae.